# Abbiamo vinto già
Abbiamo vinto già è un singolo dei cantautori italiani Tiziano Ferro e J-Ax, pubblicato il 1º settembre 2023 come secondo estratto dalle riedizioni digitali dell'ottavo album in studio di Tiziano Ferro Il mondo è nostro.

## Descrizione
Il brano è stato scritto dallo stesso Ferro insieme a Manuel Rocchi e J-Ax. Il significato del testo è stato spiegato con un post sui social:

## Video musicale
Il video musicale, diretto da Sebastiano Tomada, è stato pubblicato l'8 settembre 2023 attraverso il canale YouTube di Tiziano Ferro.

## Tracce
1. Abbiamo vinto già – 3:23 (testo: Tiziano Ferro, Manuel Rocchi, J-Ax – musica: Tiziano Ferro, Manuel Rocchi)

## Classifiche
| Classifica (2023) | Posizione massima |
| ----------------- | ----------------- |
| Italia            | 79                |